# جويل أوبنهايمر
جويل أوبنهايمر (بالإنجليزية: Joel Oppenheimer) هو شاعر أمريكي، ولد في 18 فبراير 1930 في يونكيرس في الولايات المتحدة، وتوفي في 11 أكتوبر 1988.

## وصلات خارجية
- جويل أوبنهايمر على موقع ديسكوغز (الإنجليزية)